# مسجد ومدرسة ألجاي اليوسفي
مسجد ومدرسة ألجاي اليوسفي أو مسجد السايس، يقع هذا المسجد بشارع سوق السلاح قرب نهايته من ناحية القلعة بالقاهرة. أنشأه الأمير سيف الدين ألجاي اليوسفي، كبير الأمراء، في زمن الملك الأشرف شعبان، (774هـ-1373) على نظام المدارس ذات التّخطيط المتعامد. رقم الأثر 131.

## التخطيط المعماري
الواجهة الغربية هي الرئيسية وبها القبة والمئذنة والمدخل وسبيل وكتاب. كسي الباب الرئيس بالرخام وعليه رنك المنشئ ويعلو الباب لوح رخامي لعيه اسم المنشئ وتاريخ إنائه أيضاً. وعلى يسار الباب سبيل له سقف جميل. أصلحت لجنة حفظ الآثار العربية هذا المسجد على عدة مراحل. يعلو الباب لوح رخامي كتب عليه: «أمر بإنشاء هذا الجامع والمدرسة المباركة المقر الأشرف العالي المولوي الأمير السيفي الجاي أتابك العساكر المنصورة المالكي الأشرفي أعز الله نصره في شهر رجب سنة أربع وسبعين وسبعماية»، وقد كسي الباب الرئيسي بالرخام وعليه رنك المنشئ ومكتوب على جانبيه «بسم الله الرحمن الرحيم. إنما يعمر مساجد الله إلى المهتدين. أمر بإنشاء هذا الجامع والمدرسة المباركة المقر الأشرف العالي المولوي الأميري السيفي الجاي أتابك العساكر المنصورة الملكي الأشرفي عز الله نصره بتاريخ شهر رجب سنة أربع وسبعين وسبعمئة». كان سيف الدين الجاي من البارزين في أيام السلطان الأشرف شعبان ثم شق عصا الطاعة عليه وهزمه جنود السلطان ثم ألقى بنفسه وجواده إلى النيل فغرق (775هـ).

## مكونات المسجد
يعلو الباب لوح رخامي عليه (نص تأسيسي) اسم المنشئ وتاريخ بنائه أيضاً. وعلى يسار الباب سبيل له سقف فريد في زخارفه. يعلو الباب لوح رخامي كتب عليه. وقد كسي الباب الرئيسي بالرخام وعليه رنك المنشئ ومكتوب على جانبيه. ويتكون المسجد من صحن مكشوفٍ كبيرٍ تحيط به أربعة إيواناتٍ معقودة الفتحات ويدلّ ما بقى من النّقوش المذهّبة بسقفيّ الإيوانين، البحري والقبلي، على ما كان عليه سقفا الإيوانين الآخرين من غنى وجمال. وإيوان القبلة، على خلاف نظائره في المساجد الأخرى، ترك محرابه وجدرانه بغير وزرةٍ رخاميةٍ. أما منبره، ولو أنّه فقد الجزء العلوي منه، إلاّ أنه يُعتبر من المنابر الخشبية الدّقيقة الصنع، اجتمعت فيه دقّة الحفر في الخشب وجمال التّطعيم. كُتِبَ بأعلى بابه تاريخ عمله، سنة 774 هجرية أما غرفة الضّريح فتقع في الركن الغربي القبلي من المسجد وتغطيها قبّة حجرية مرتفعة. أمّا الوجهة الرئيسة للمسجد فجميلة، سواء من حيث تَناسُب أجزائها أو براعة تقاسيمها؛ فهي تشتمل على صفتين كبيرتين تنتهيان من أعلى بمقرنصاتٍ، وصفتين صغيرتين تنتهي كلّ منهما من أعلى بعقدٍ مثلّث على هيئة مروحةٍ وفتح بهذه الصفف ثلاثة صفوف من الشبابيك: الصّف الأوّل منها معتّب يعلوه عقد عاتق، والصّف الثاني شبابيك معقودة، والصّف الثّالث مكوّن من شبابيك قندليّة. وتقوم المنارة على يمين المدخل، وهي مكوّنة من ثلاث طبقات:
- الطّبقة الأولى: مثمّنة، حُلّيت بفتحاتٍ وصفف معقودةٍ، وتنتهي بمقرنصاتٍ تكوّن الدورة الأولى للمنارة.
- الطبقة الثانية: أسطوانيّة تنتهي بمقرنصاتٍ أيضًا، تكوّن الدّورة الثّانية.
- الطبقة الثالثة: مكوّنة من ثمانية أعمدةٍ رخاميّةٍ تحمل الخوذة الجميلة. أما القبة الواقعة في الطّرف القبلي من الوجهة، فهي من نوع القباب ذات التّضليع المَحنيّ. وقد دفن ألجاي اليوسفي، بعد موته في قبة مدرسته.

## مكونات المدرسة
تتكون المدرسة من صحن أوسط مكشوف يحيط به أربع إيوانات، وإذا عرفنا من المصادر التاريخية أن هذه المدرسة كانت مخصصة لدراسة المذهبين الشافعي والحنبلي، أمكننا الاستنتاج أنه ليس ثمة علاقة بين عدد الإيوانات وعدد المذاهب المدروسة في المدرسة.
ويعتبر إيوان القبلة أكبر إيوانات المدرسة ويوجد بحائط القبلة محراب حجري يكتنفه حنيتان من جانبيه، ويوجد المنبر الخشبي المصنوع بطريقة الحشوات المجمعة بجانب المحراب، وإنشاء المنبر يعود إلى عصر إنشاء المدرسة، مما يعزز ما ورد بالنص التأسيسي من أنها قامت بدور المسجد الجامع إلى جانب الدور التعليمي. وتتميز واجهة المدرسة من الخارج بالفخامة والتأنق الزخرفي، إذ تحتوي الواجهة على تسع دخلات رأسية مستطيلة تشتمل على ثلاثة مستويات من النوافذ، وتقع المئذنة على يمين كتلة المدخل، وتتكون من ثلاثة طوابق؛ الأول مثمن والثاني أسطواني والثالث على شكل جوسق يقوم على ثمانية أعمدة.
وتقع القبة الملحقة بالمبنى في الطرف الجنوبي الغربي من الواجهة ويمكن الوصول إليها من صحن المدرسة، والقبة مضلعة من الخارج تضليعاً حلزونياً وبذلك تعد النموذج الأول للقباب من هذا النوع. ويتضح أنه في الأصل كان ملحقاً بالمدرسة سبيل كتب عليه أنه قد جدد في سنة 1046 هجرية.

## أثر إسلامي
صنف المسجد ضمن الآثار الإسلامية ويحمل أثر رقم: 131.